# Nauderer Berge
Die Nauderer Berge sind die westlichste Gebirgsgruppe der Ötztaler Alpen, gelegen im österreichischen Bundesland Tirol und zu kleineren Anteilen im italienischen Südtirol. Das Gebiet ist relativ klein, die Berge weisen keine Vergletscherung auf. Begrenzt wird das Gebiet durch den Radurschlbach im Nordosten, das Oberinntal, den Reschenpass sowie das oberste Etschtal im Bereich des Vinschgaus im Westen sowie das Langtauferer Tal im Süden. Der höchste Gipfel der Gruppe ist der Mittlere Seekarkopf (3063 m ü. A.). Die südseitige Gipfelkette der Nauderer Berge ist Teil des Alpenhauptkamms.
Das Gebiet zwischen Tscheyegg und Bergkastelspitze ist das Skigebiet von Nauders und durch Sessellifte und andere Aufstiegshilfen erschlossen. Für Kletterer sind die Klettersteige auf die Bergkastelspitze („Goldweg“) und die Plamorter Spitze („Tiroler Weg“) interessant. Für Bergwanderer ist das Gebiet um das Hohenzollernhaus attraktiv, für Wanderer die zahlreichen markierten Wanderwege in den Bergen um Nauders. 

## Wichtige Gipfel
In der folgenden Tabelle finden sich alle Dreitausender in den Nauderer Bergen.
| Rang | Bild | Gipfel                   | Höhe         | Lage                                | Dominanz                          | Schartenhöhe                                |
| ---- | ---- | ------------------------ | ------------ | ----------------------------------- | --------------------------------- | ------------------------------------------- |
| 1    |      | Mittlerer Seekarkopf     | 3060 m ü. A. | Tirol 46° 52′ N, 10° 37′ O          | 2,8 km → Westlicher Hennesiglkopf | 189 m ↓ Radurschlscharte                    |
| 2    |      | Südlicher Seekarkopf     | 3057 m ü. A. | Tirol 46° 52′ N, 10° 37′ O          | 0,2 km → Mittlerer Seekarkopf     | ca. 25 m ↓ Scharte zum Mittleren Seekarkopf |
| 3    |      | Nauderer Hennesiglspitze | 3042 m ü. A. | Tirol/Südtirol 46° 52′ N, 10° 37′ O | 0,9 km → Südlicher Seekarkopf     | 147 m ↓ Seekarjoch                          |
| 4    |      | Wildnörderer             | 3011 m ü. A. | Tirol 46° 53′ N, 10° 37′ O          | 1,9 km → Mittlerer Seekarkopf     | 210 m ↓ Steinkarlescharte                   |
| 5    |      | Großer Schafkopf         | 3001 m ü. A. | Tirol/Südtirol 46° 51′ N, 10° 36′ O | 2,3 km → Nauderer Hennesiglspitze | 195 m ↓ Tscheier Schartl                    |
| 6    |      | Nördlicher Seekarkopf    | 3000 m ü. A. | Tirol 46° 53′ N, 10° 37′ O          | 0,3 km → Mittlerer Seekarkopf     | ca. 50 m ↓ Scharte zum Mittleren Seekarkopf |

Weitere wichtige Gipfel sind:
| Gipfel           | Höhe (Meter) |
| ---------------- | ------------ |
| Plamorterspitze  | 2981 m ü. A. |
| Klopaierspitze   | 2918 m ü. A. |
| Bergkastelspitze | 2912 m ü. A. |
| Schartlkopf      | 2808 m ü. A. |
| Schmalzkopf      | 2724 m ü. A. |